# Sassenage
Sassenage è un comune francese di 11 184 abitanti situato nel dipartimento dell'Isère della regione dell'Alvernia-Rodano-Alpi.

## Storia

### Simboli
Riprende il blasone della famiglia De Sassenage.

## Società

### Evoluzione demografica
Abitanti censiti

## Amministrazione

### Gemellaggi
- Sasso Marconi